# Ismaïl Aissati
Ismaïl Aissati (Utrecht, 16 augustus 1988) is een Marokkaans-Nederlandse voormalig profvoetballer die doorgaans als middenvelder uitkwam. Aissati debuteerde in 2011 in het Marokkaans voetbalelftal.

## Clubcarrière

### PSV
Aissati's ouders komen oorspronkelijk uit Ait Touzine in het noorden van Marokko. Zelf groeide hij op in de Utrechtse Staatsliedenbuurt, waar hij begon met voetballen bij amateurclub DSO. Later maakte hij de overstap naar USV Elinkwijk. Op twaalfjarige leeftijd werd Aissati door PSV gescout en mocht hij daar gaan spelen. Aissati begon in de D-jeugd van PSV. Vanaf dat moment reisde hij elke dag op en neer tussen Utrecht en Eindhoven. Aissati schoof langzaam op in de jeugdopleiding van PSV en kwam in 2004 terecht in de B1. Maar de toenmalige trainer van de A1, Ricardo Moniz, raakte dermate onder de indruk van Aissati dat hij niet lang na het begin van het seizoen (2004/2005) bij de A-junioren gehaald werd. Daar maakte hij het seizoen af.
In februari 2005 had trainer Guus Hiddink door interlandverplichtingen te weinig spelers bij het eerste elftal. Daardoor mochten enkele spelers met het eerste meetrainen: Tom Muyters, Sepp De Roover, twee testspelers (Ruud Boffin en Andreij Ionescu) en de toen pas zestienjarige Aissati. In april van dat jaar werd Aissati zelfs toegevoegd aan de A-selectie, maar zijn officiële debuut bleef uit. Aissati mocht twee keer op de bank plaatsnemen. In het seizoen 2005/2006 was Aissati officieel speler van Jong PSV, maar hij mocht met bijna alle wedstrijden van het eerste mee. Dat kwam onder andere door blessureproblemen. In de voorbereiding van het seizoen speelde Aissati mee in de Peace Cup, een vriendschappelijk toernooi gehouden in Zuid-Korea. Het debuut in de competitie kwam op 28 augustus 2005, in de uitwedstrijd tegen Roda JC. Na 88 minuten viel Aissati in voor Phillip Cocu.

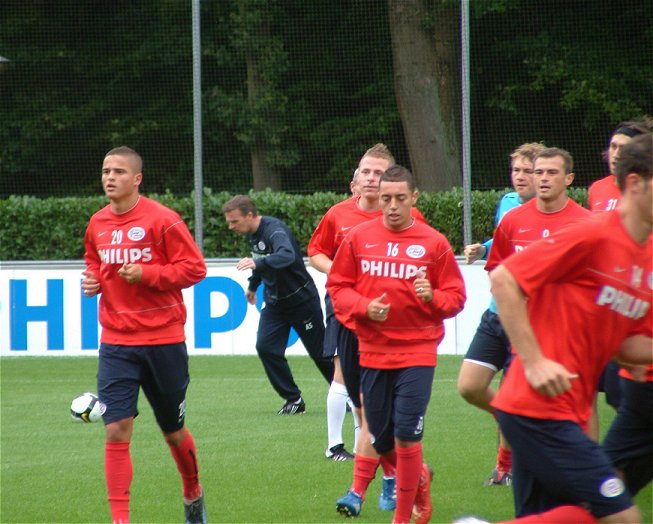
Aissati (midden, nr. 16) tijdens de voorbereiding op het seizoen 2008/09 met PSV, de Herdgang, 17 juli 2008

Al snel volgde het debuut in de UEFA Champions League. Op 19 oktober 2005, in de uitwedstrijd tegen AC Milan, pakte Aissati zijn eerste minuten mee. Aissati kwam in de 63e minuut in het veld voor Robert. Daarmee was hij de jongste Champions League-debutant voor PSV ooit (Aissati was 17 jaar en 64 dagen oud).
Op 1 november 2005 gaf Aissati zijn goede debuut in de Champions League een vervolg door indrukwekkend te spelen in de terugwedstrijd tegen AC Milan. Startend in de basis vervulde Aissati een controlerende rol op het middenveld en speelde met de punt naar voren. De wedstrijd werd door PSV gewonnen met 1-0. Na de wedstrijd klonken lovende woorden van trainer Hiddink en ervaren middenvelder Cocu over het spel van de jonge PSV'er.
PSV-coach Ronald Koeman liet op 29 december 2006 weten dat hij Aissati wilde verhuren, zodat hij zich kon klaarstomen voor het eerste elftal. Aissati vertrok naar een club waar hij twee oude bekenden tegenkwam, te weten Fred Rutten en René Eijkelkamp. Bij Twente maakte hij één doelpunt in veertien wedstrijden.
In het seizoen 2007/2008 keerde Aissati terug bij PSV. Voor de winterstop, eerst onder Ronald Koeman en later na diens vertrek onder Jan Wouters, speelde Aissati regelmatig mee, al had hij geen vaste basisplaats. Na de winterstop, toen Sef Vergoossen de hoofdcoach was geworden, kwam Aissati nog tot slechts 26 minuten voetballen in de Eredivisie.
Op 7 mei 2008 maakte de zaakwaarnemer van Aissati, Roger Linse, bekend dat Aissati afzag van ondertekening van een nieuw contract. Er zou al een mondelinge overeenstemming zijn geweest, maar volgens Linse was algemeen directeur Jan Reker zijn afspraken niet nagekomen. Een half jaar eerder verklaarde Aissati voor de televisiecamera nog "zeer blij te zijn met de contractverlenging" en "bleef hij bij de club van zijn hart". In de voorbereiding van het seizoen 2008/09 stuurde de 19-jarige Aissati aan op een breuk met PSV en medio juli bereikten PSV en Ajax een akkoord over de verkoop van Aissati voor circa 4 miljoen euro.

### Ajax
Aissati begon bij Ajax als de beoogde 'nummer 10' in de selectie. Ajax opende op 30 augustus 2008 het seizoen 2008-09 tegen Willem II en Aissati moest van trainer Marco van Basten op de bank plaatsnemen. Ondanks een achterstand mocht Aissati niet invallen en verloor Ajax met 2-1. Aissati mocht vervolgens meespelen met Jong Ajax, maar liep een knieblessure op. De revalidatie duurde langer dan verwacht en Aissati speelde in het jaar 2008 geen enkele officiële wedstrijd voor Ajax. In december trainde Aissati weer en speelde hij enkele wedstrijden mee met Jong Ajax, maar hij zei het rustig aan te willen doen met zijn revalidatie en niets te overhaasten.
Op 21 februari 2009 werd bekendgemaakt dat Aissati voor het eerst sinds vijf maanden weer bij de wedstrijdselectie werd toegevoegd voor de thuiswedstrijd tegen FC Volendam. Aissati debuteerde op 22 februari 2009 voor Ajax 1, toen hij in de 60ste minuut, bij een 1-1 stand mocht invallen voor Robbert Schilder. Ajax won de wedstrijd uiteindelijk met 2-1. Ook deed Aissati mee bij de wedstrijden tegen Olympique Marseille in de UEFA Cup. 
Aissati maakte op 5 april 2009 in de uitwedstrijd tegen Roda JC in de 66ste minuut zijn eerste officiële eredivisiedoelpunt voor Ajax.
Aissati kon in het seizoen 2009/10 geen potten breken. Hij kwam tot negen duels waarin hij drie keer scoorde. Na de bekerwedstrijd tegen N.E.C. kwam hij niet meer in de selectie van Martin Jol voor. Ajax deelde mee dat Aissati fysiek niet sterk genoeg zou zijn en liet hem daarom samen met Miralem Sulejmani voor het oog van de media traplopen in de Amsterdam ArenA.
Aissati werd basisspeler bij Jong Ajax, maar kreeg te horen dat hij de club mocht verlaten. Op 4 mei 2010 meldde Aissati niet tevreden te zijn met zijn rol binnen Ajax en de club te willen verlaten, zodat hij wel elke week op het veld kon staan.

### Verhuur aan Vitesse
Verschillende clubs meldden zich bij Ajax voor Aissati, waaronder Vitesse, dat net gekocht was door Merab Zjordania. Vitesse zou Aissati eerst één seizoen huren en heeft daarna een optie tot koop op hem. Op 24 augustus 2010 werd bekend dat Vitesse Aissati ging huren van Ajax voor de periode van één seizoen met optie tot koop van de speler.
Op 29 augustus 2010 maakte Ismaïl Aissati zijn debuut uit tegen Feyenoord. Hij begon deze wedstrijd op de bank. Vervolgens stond Aissati onafgebroken elke wedstrijd bij Vitesse in de basis. De meeste wedstrijden speelde hij centraal op het middenveld. In speelronde zeven maakte Aissati op spectaculaire wijze zijn eerste officiële Eredivisiedoelpunt voor Vitesse tegen Excelsior. Op 7 juni 2011 werd bekend dat Vitesse Aisatti voor 1,5 miljoen definitief van Ajax overnam. De overstap moest alleen nog met Aissati zelf afgerond worden, wat betreft salaris en dergelijke. Speler en club kwamen echter niet tot een overeenkomst, waardoor Aissati terugging naar Ajax.

### Terugkeer bij Ajax
Voor het seizoen 2011/12 zat Aissati voorlopig bij de selectie van het tweede elftal; voor het eerste elftal was er te veel concurrentie.
Op 24 november 2011 maakte Ajax echter op haar website bekend dat Aisatti weer deel uitmaakte van de A-selectie. Wegens goede prestaties op trainingen en wedstrijden van Jong Ajax was de middenvelder opnieuw geselecteerd door Frank de Boer. Hoogtepunt was hierbij voor Ismaïl de thuiswedstrijd tegen zijn oude club PSV, waarbij hij de 1-0 maakte door de bal in de verre hoek achter Przemysław Tytoń te krullen en de strafschop veroorzaakte die werd benut door Siem de Jong. Ismaïl kwam sindsdien elke week terug in de selectie van Frank de Boer en stond vrijwel elke week in de basis op de rechtsbuitenpositie. Hij speelde tevens de hele kampioenswedstrijd mee op 2 mei 2012 thuis tegen VVV-Venlo, die met 2-0 werd gewonnen. Aissati gaf de assist die leidde tot de 2-0 van Siem de Jong. Dit betekende het derde landskampioenschap in zijn carrière en zijn eerste met Ajax. Ismaïl kon bij Ajax voor drie jaar bijtekenen, maar was ontevreden over de aanbieding die hij kreeg voorgelegd. Ismaïl werd bedankt voor diens functioneren bij de club en vertrok transfervrij.
Een overstap naar Vitesse leek te gaan plaatsvinden. Nadat bekend was geworden dat Aissati transfervrij bij Ajax mocht vertrekken, ging hij meetrainen bij Vitesse om zijn conditie op peil te houden. Op 16 juli 2012 werd Aissati samen met de selectie op de elftalfoto gezet, maar een contract kwam er uiteindelijk niet.

### Antalyaspor
Aissati tekende in augustus 2012 een vierjarig contract bij het Turkse Antalyaspor. Op 27 augustus 2012 maakte hij zijn debuut in de 3-0 gewonnen thuiswedstrijd tegen Kayserispor. Hij kwam in de 81e minuut in het veld voor Emrah Bassan. Aissati maakte op 26 september 2012 zijn eerste doelpunt voor Antalyaspor. Hij scoorde in de 16de minuut via een strafschop de 1-0 in de bekerwedstrijd thuis tegen Menemen Belediyespor. De wedstrijd eindigde in 5-3. Op 20 oktober maakte Aissati zijn eerste competitiedoelpunt voor Antalyaspor. In de 4-2 gewonnen thuiswedstrijd tegen Sivasspor opende hij in de 10de minuut de score. Aissati kende bij Antalyaspor een sterke eerste seizoenshelft en ontpopte zich tot spelverdeler. Door zijn sterke optreden waren er Russische clubs die er belangstelling voor hadden om hem over te nemen van Antalyaspor. Tijdens de wintertransfers in het seizoen 2012/13 kwam het echter niet tot een transfer.

### Terek Grozny
Op 2 september 2013 werd bekendgemaakt dat Aissati een transfer maakte naar de Russische club Terek Grozny dat hem naar verluidt voor 3,3 miljoen euro overnam van Antalyaspor. Aissati tekende een contract voor drie seizoenen. Op 14 september 2013 maakte Aissati zijn debuut, uit bij FK Zenit Sint-Petersburg. De wedstrijd werd met 2-0 verloren en Aissati werd in de 76e minuut vervangen. Aissati maakte op 24 september 2014 zijn eerste officiële doelpunt voor Terek Grozny, uit een strafschop in een bekerwedstrijd tegen Gazovik Orenburg die met 2-1 werd verloren. Hij speelde in de volgende drie seizoenen meer dan zestig wedstrijden voor Terek Grozny in de Premjer-Liga, waarmee hij in die tijd steeds tussen de zevende en twaalfde plaats eindigde.

### Turkije
In de zomer van 2016 keerde Aissati terug naar Turkije waar hij bij Alanyaspor zou gaan spelen.
Hij verruilde Balıkesirspor in januari 2018 voor Denizlispor. In januari 2021 stapt hij over naar Adana Demirspor. In maart 2021 werd zijn contract daar ontbonden.

## Clubstatistieken[16]
| Seizoen         | Club            | Competitie      | Competitie | Competitie | Beker | Beker | Internationaal | Internationaal | Totaal | Totaal |
| Seizoen         | Club            | Competitie      | Wed.       | Dlp.       | Wed.  | Dlp.  | Wed.           | Dlp.           | Wed.   | Dlp.   |
| --------------- | --------------- | --------------- | ---------- | ---------- | ----- | ----- | -------------- | -------------- | ------ | ------ |
| 2005/06         | PSV             | Eredivisie      | 18         | 2          | 2     | 0     | 6              | 0              | 26     | 2      |
| 2006/07         | PSV             | Eredivisie      | 10         | 1          | 2     | 0     | 5              | 0              | 17     | 1      |
| 2006/07         | → FC Twente     | Eredivisie      | 14         | 1          | 1     | 0     | —              | —              | 15     | 1      |
| 2007/08         | PSV             | Eredivisie      | 16         | 0          | 0     | 0     | 4              | 0              | 20     | 0      |
| 2008/09         | Ajax            | Eredivisie      | 9          | 1          | 0     | 0     | 2              | 0              | 11     | 1      |
| 2009/10         | Ajax            | Eredivisie      | 14         | 3          | 2     | 2     | 2              | 0              | 18     | 5      |
| 2010/11         | Ajax            | Eredivisie      | 2          | 0          | 0     | 0     | 0              | 0              | 2      | 0      |
| 2010/11         | → Vitesse       | Eredivisie      | 29         | 4          | 3     | 2     | 0              | 0              | 32     | 6      |
| 2011/12         | Ajax            | Eredivisie      | 16         | 2          | 1     | 0     | 1              | 0              | 18     | 2      |
| 2012/13         | Antalyaspor     | Süper Lig       | 31         | 3          | 7     | 2     | —              | —              | 38     | 5      |
| 2013/14         | Antalyaspor     | Süper Lig       | 2          | 0          | 0     | 0     | —              | —              | 2      | 0      |
| 2013/14         | Terek Grozny    | Premjer-Liga    | 13         | 0          | 0     | 0     | —              | —              | 13     | 0      |
| 2014/15         | Terek Grozny    | Premjer-Liga    | 24         | 0          | 1     | 1     | —              | —              | 25     | 1      |
| 2015/16         | Terek Grozny    | Premjer-Liga    | 28         | 1          | 3     | 0     | —              | —              | 31     | 1      |
| 2016/17         | Alanyaspor      | Süper Lig       | 12         | 0          | 0     | 0     | —              | —              | 12     | 0      |
| 2017/18         | Balıkesirspor   | TFF 1. Lig      | 13         | 0          | 1     | 0     | —              | —              | 14     | 0      |
| 2017/18         | Denizlispor     | TFF 1. Lig      | 13         | 0          | 0     | 0     | —              | —              | 13     | 0      |
| 2018/19         | Denizlispor     | TFF 1. Lig      | 33         | 3          | 0     | 0     | —              | —              | 33     | 3      |
| 2019/20         | Denizlispor     | Süper Lig       | 33         | 0          | 1     | 0     | —              | —              | 34     | 0      |
| 2020/21         | Denizlispor     | Süper Lig       | 14         | 0          | 0     | 0     | —              | —              | 14     | 0      |
| 2020/21         | Adana Demirspor | TFF 1. Lig      | 4          | 0          | 0     | 0     | 0              | 0              | 4      | 0      |
| 2021/22         | Adana Demirspor | TFF 1. Lig      | 22         | 0          | 1     | 0     | 0              | 0              | 23     | 0      |
| Carrière totaal | Carrière totaal | Carrière totaal | 370        | 21         | 24    | 7     | 20             | 0              | 414    | 28     |

1 N.B. Dit betreft een clubtotaal, dus een totaal van beide periodes bij PSV.

2 N.B. Dit betreft een clubtotaal, dus een totaal van beide periodes bij Ajax.
Bijgewerkt t/m 23 juni 2022.

## Interlandcarrière

### Jeugdelftallen
Op 26 november 2002 debuteerde Aissati als jeugdinternational voor Nederland onder 15 in een vriendschappelijke wedstrijd tegen de leeftijdgenoten van Turkije (1–1). In 2004 speelde hij voor zowel Nederland onder 16 als Nederland onder 17.
In november 2005 werd hij voor het eerst voor Jong Oranje opgeroepen. Trainer Foppe de Haan riep Aissati op voor de barragewedstrijden tegen Slovenië voor kwalificatie voor het EK. In zowel de uit- als de thuiswedstrijd begon Aissati in de basis, waarbij Jong Oranje zich kwalificeerde. Hij was op dat moment nog vrij in zijn keuze om voor het Nederlands elftal of het Marokkaans elftal te spelen, doordat hij nog geen officiële interland voor een van beide landen gespeeld had. Volgens Marokkaanse media zou hij toen al gekozen hebben voor Marokko.
Op het EK 2006 werd Jong Oranje kampioen door een overwinning van 3-0 in de finale tegen Oekraïne. Aissati speelde in dat toernooi alle wedstrijden. Hij werd als jongste speler gekozen in het elftal van het toernooi.
Op het jeugd-EK 2007 was hij er weer bij. Hierbij viel hij in de eerste wedstrijd tegen Jong Israël uit met een knieblessure. Otman Bakkal verving hem voor de rest van het toernooi. Nederland kwalificeerde zich daarbij voor de Olympische Spelen. Op 26 februari 2008 scoorde Aissati zijn eerste doelpunt voor Jong Oranje in een EK-kwalificatieduel tegen Jong Estland. Dit was tevens de laatste wedstrijd die Aissati voor Jong Oranje gespeeld heeft. In juli 2008 maakte trainer Foppe de Haan, met wie Aissati vaker in de clinch lag, bekend dat Aissati niet tot de selectie van de Olympische Spelen behoorde.
| Jeugdinterlands van Ismaïl Aissati | Jeugdinterlands van Ismaïl Aissati | Jeugdinterlands van Ismaïl Aissati | Jeugdinterlands van Ismaïl Aissati | Jeugdinterlands van Ismaïl Aissati | Jeugdinterlands van Ismaïl Aissati |
| Team (№ interlands)                | Datum                              | Wedstrijd                          | Uitslag                            | Soort Wedstrijd                    | Doelpunten                         |
| Als speler bij PSV                 | Als speler bij PSV                 | Als speler bij PSV                 | Als speler bij PSV                 | Als speler bij PSV                 | Als speler bij PSV                 |
| ---------------------------------- | ---------------------------------- | ---------------------------------- | ---------------------------------- | ---------------------------------- | ---------------------------------- |
| Onder 15 (1.)                      | 26 november 2002                   | Nederland - Turkije                | 1 – 1                              | Vriendschappelijk                  | 0                                  |
| Onder 15 (2.)                      | 28 november 2002                   | Nederland - Turkije                | 2 – 0                              | Vriendschappelijk                  | 0                                  |
| Onder 15 (3.)                      | 2 april 2003                       | Nederland - Ierland                | 1 – 2                              | Vriendschappelijk                  | 0                                  |
| Onder 16 (1.)                      | 6 januari 2004                     | Nederland - Oekraïne               | 0 – 2                              | Aegean Cup                         | 0                                  |
| Onder 16 (2.)                      | 8 januari 2004                     | België - Nederland                 | 1 – 1                              | Aegean Cup                         | 0                                  |
| Onder 16 (3.)                      | 9 januari 2004                     | Frankrijk - Nederland              | 4 – 0                              | Aegean Cup                         | 0                                  |
| Onder 17 (1.)                      | 15 september 2004                  | Nederland - België                 | 2 – 0                              | Vriendschappelijk                  | 0                                  |
| Onder 17 (2.)                      | 23 oktober 2004                    | Turkije - Nederland                | 1 – 1                              | Vriendschappelijk                  | 0                                  |
| Onder 17 (3.)                      | 9 maart 2005                       | Nederland - Oostenrijk             | 3 – 1                              | Vriendschappelijk                  | 0                                  |
| Onder 17 (4.)                      | 26 maart 2005                      | Letland - Nederland                | 0 – 4                              | EK Kwalificatie '05                | 0                                  |
| Onder 21 (1.)                      | 13 november 2005                   | Slovenië - Nederland               | 0 – 0                              | EK-kwalificatie '06                | 0                                  |
| Onder 21 (2.)                      | 16 november 2005                   | Nederland - Slovenië               | 2 – 0                              | EK-kwalificatie '06                | 0                                  |
| Onder 21 (3.)                      | 24 mei 2006                        | Oekraïne - Nederland               | 2 – 1                              | EK 2006 Portugal groepsfase        | 0                                  |
| Onder 21 (4.)                      | 26 mei 2006                        | Denemarken - Nederland             | 1 – 1                              | EK 2006 Portugal groepsfase        | 0                                  |
| Onder 21 (5.)                      | 29 mei 2006                        | Nederland - Italië                 | 1 – 0                              | EK 2006 Portugal groepsfase        | 0                                  |
| Onder 21 (6.)                      | 1 juni 2006                        | Frankrijk - Nederland              | 2 – 3                              | EK 2006 Portugal halve finale      | 0                                  |
| Onder 21 (7.)                      | 4 juni 2006                        | Nederland - Oekraïne               | 3 – 0                              | EK 2006 Portugal finale            | 0                                  |
| Onder 21 (8.)                      | 15 augustus 2006                   | Duitsland - Nederland              | 2 – 2                              | Vriendschappelijk                  | 0                                  |
| Onder 21 (9.)                      | 10 oktober 2006                    | Nederland - Denemarken             | 1 – 2                              | Vriendschappelijk                  | 0                                  |
| Als speler bij FC Twente           |                                    |                                    |                                    |                                    |                                    |
| Onder 21 (10.)                     | 6 februari 2007                    | Nederland - Rusland                | 3 – 0                              | Vriendschappelijk                  | 0                                  |
| Onder 21 (11.)                     | 23 maart 2007                      | Tsjechië - Nederland               | 1 – 1                              | Vriendschappelijk                  | 0                                  |
| Onder 21 (12.)                     | 22 mei 2007                        | Nederland - Marokko                | 0 – 2                              | Vriendschappelijk                  | 0                                  |
| Onder 21 (13.)                     | 1 juni 2007                        | Nederland - Polen                  | 1 – 0                              | Vriendschappelijk                  | 0                                  |
| Onder 21 (14.)                     | 10 juni 2007                       | Nederland - Israël                 | 1 – 0                              | EK 2007 Nederland groepsfase       | 0                                  |
| Als speler bij PSV                 |                                    |                                    |                                    |                                    |                                    |
| Onder 21 (15.)                     | 22 augustus 2007                   | Macedonië - Nederland              | 0 – 1                              | EK-kwalificatie '09                | 0                                  |
| Onder 21 (16.)                     | 7 september 2007                   | Noorwegen - Nederland              | 0 – 1                              | EK-kwalificatie '09                | 0                                  |
| Onder 21 (17.)                     | 26 maart 2008                      | Nederland - Estland                | 3 – 0                              | EK-kwalificatie '09                | 1                                  |

### Marokkaans voetbalelftal
Gezien zijn dubbele nationaliteit, heeft Aissati altijd de keuze gehad voor zijn 21e een van de twee landen te kiezen om voor uit te komen. Eind 2008 werd in verschillende media bekendgemaakt dat hij zijn keuze voor Marokko zou hebben gemaakt. Medio januari 2009 gaf Aissati op de website van Ajax echter aan dat hij zijn keuze nog niet had gemaakt en dat hij zich eerst zou concentreren op het herstel van zijn blessure voordat hij over nationale elftallen ging nadenken. Eind maart 2009 liet Aissati weten dat hij zijn besluit inmiddels had genomen, maar dat hij dit niet wereldkundig zou maken totdat hij 21 was geworden. Hij verklaarde dat zijn besluit gemaakt was op basis van gevoel en niet sportieve gronden, waarmee hij de voorkeur leek te geven aan het Marokkaanse voetbalelftal. Op 10 augustus 2011 debuteerde Aissati onder bondscoach Eric Gerets voor de 'Atlas Leeuwen'. In de met 0-2 gewonnen uitwedstrijd tegen Senegal verving hij in de zeventigste minuut Oussama Assaidi. Een maand later speelde hij zijn tweede interland, een kwalificatiewedstrijd voor de Afrika Cup 2012 in en tegen de Centraal-Afrikaanse Republiek (0-0). In de tachtigste minuut kwam hij het veld op voor Youssouf Hadji.
| 1 | 10 augustus 2011 | Senegal – Marokko                       | 0 – 2 | Vriendschappelijk            |
| 2 | 4 september 2011 | Centraal-Afrikaanse Republiek – Marokko | 0 – 0 | Kwalificatie Afrika Cup 2012 |

## Erelijst
PSV
| Competitie | Aantal | Jaren            |
| ---------- | ------ | ---------------- |
| Eredivisie | 2x     | 2005/06, 2007/08 |

 Ajax
| Competitie | Aantal | Jaren   |
| ---------- | ------ | ------- |
| Eredivisie | 1x     | 2011/12 |
| KNVB beker | 1x     | 2009/10 |

 Denizlispor
| Competitie  | Aantal | Jaren   |
| ----------- | ------ | ------- |
| Super Lig 2 | 1x     | 2018/19 |

 Jong Oranje
| Competitie            | Aantal | Jaren      |
| --------------------- | ------ | ---------- |
| Europees kampioen –21 | 2x     | 2006, 2007 |